# Горбилок
Горбилок — река в Северо-Енисейском, Мотыгинском и Эвенкийском районах Красноярского края России, левый приток Большого Пита. Длина реки — 178 км, площадь водосборного бассейна — 3240 км².
Исток реки находится в Эвенкийском районе на западных склонах горы Верховье Горбилок на высоте более 402 м над уровнем моря. В верховьях берега заболочены, течёт в южном направлении, образуя административную границу Эвенкийского и Северо-Енисейского районов. После впадения реки Яига образует границу между Северо-Енисейским и Мотыгинским районами, при этом направление меняется на юго-западное и далее (у впадения Малой Каченды) — на северо-западное. Протекает по незаселённой таёжной гористой местности, поросшей берёзой, пихтой, сосной, лиственницей, кедром и елью. Впадает в Большой Пит слева в 260 км от его устья ниже впадения Чиримбы, на высоте менее 209 м над уровнем моря. Берега высокие, холмистые. В нижнем течении ширина русла составляет 35-65 м при глубине 0,5-0,9 м, скорость течения — 0,7-0,9 м/с.
Наиболее значительные притоки: Большая Каченда (правый), Тужимо (левый), Малая Каченда (правый), Пятинамба (правый), Яига (левый).

## Данные водного реестра
По данным государственного водного реестра России относится к Енисейскому бассейновому округу, речной бассейн реки — Енисей, речной подбассейн реки — Енисей между впадением Ангары и Подкаменной Тунгуски, водохозяйственный участок реки — Енисей от впадения реки Ангара до в/п села Ярцево.
Код объекта в государственном водном реестре — 17010400112116100026868.